# Aura (álbum de Asia)
Aura es el octavo álbum de estudio de la banda británica de rock progresivo Asia y fue publicado en el año 2000. Fue grabado en el mismo año en los Estudios Loco en Gales del Sur, Reino Unido.
Este álbum fue lanzado por Recognition Records en dos formatos: la versión normal en disco compacto y la edición especial en formato digipak en 2001, la cual contiene tres canciones extra. Aura fue relanzado en el 2007 por Acadia, de Evangeline Records, pero a diferencia de sus versiones anteriores, esta reedición incluye un disco extra que presenta a Steve Howe ejecutando un solo de guitarra acústica que fue grabado durante un concierto en vivo el 21 de noviembre de 1992 en el Cabaret Chestnut, en la ciudad de Filadelfia, Pensilvania, de su gira Aqua en los Estados Unidos.
Este disco a pesar de que la crítica lo describió como «radio-amistoso», no pudo colocarse en las listas de popularidad de los E.U.A., y no fue muy bien recibido en la Gran Bretaña, pues solo se ubicó en el lugar 160.°.
En la edición estadounidense, viene incluido un disco compacto con la versión en español del sencillo «Ready to Go Home».

## Lista de canciones

### Versión original
| Side one |                              |                                                |          |  |
| N.º      | Título                       | Escritor(es)                                   | Duración |  |
| 1.       | «Awake»                      | Geoff Downes / John Payne                      | 6:08     |  |
| 2.       | «Wherever You Are»           | Downes / Payne / Andrew Gold / Graham Gouldman | 5:14     |  |
| 3.       | «Ready to Go Home»           | Gold / Gouldman                                | 4:50     |  |
| 4.       | «The Last Time»              | Downes / Payne                                 | 4:26     |  |
| 5.       | «Forgive Me»                 | James Santis                                   | 5:26     |  |
| 6.       | «Kings of the Day»           | Downes / Payne                                 | 6:51     |  |
| 7.       | «On the Coldest Day in Hell» | Downes / Payne / Jane Woolfenden               | 6:25     |  |
| 8.       | «Free»                       | Downes / Payne /                               | 8:51     |  |
| 9.       | «You're the Stranger»        | Downes / Payne /                               | 6:05     |  |
| 10.      | «The Longest Night»          | Downes / Payne / Woolfenden                    | 5:28     |  |
| 11.      | «Aura»                       | Payne / Gold / Elliot Randall                  | 4:14     |  |

### Edición especial en formato digipak de 2001
| Side one |                    |                                |          |  |
| N.º      | Título             | Escritor(es)                   | Duración |  |
| 12.      | «Under the Gun»    | Downes / Payne                 | 4:48     |  |
| 13.      | «Come Make My Day» | Downes / Payne / Ian Chrichton | 5:01     |  |
| 14.      | «Hands of Time»    | Downes / Payne                 | 5:23     |  |

### Reedición de 2007

#### Disco uno
| Side one |                              |                                  |          |  |
| N.º      | Título                       | Escritor(es)                     | Duración |  |
| 1.       | «Awake»                      | Downes / Payne                   | 6:08     |  |
| 2.       | «Wherever You Are»           | Downes / Payne / Gold / Gouldman | 5:14     |  |
| 3.       | «Ready to Go Home»           | Gold / Gouldman                  | 4:50     |  |
| 4.       | «The Last Time»              | Downes / Payne                   | 4:26     |  |
| 5.       | «Forgive Me»                 | James Santis                     | 5:26     |  |
| 6.       | «Kings of the Day»           | Downes / Payne                   | 6:51     |  |
| 7.       | «On the Coldest Day in Hell» | Downes / Payne / Woolfenden      | 6:25     |  |
| 8.       | «Free»                       | Downes / Payne /                 | 8:51     |  |
| 9.       | «You're the Stranger»        | Downes / Payne /                 | 6:05     |  |
| 10.      | «The Longest Night»          | Downes / Payne / Woolfenden      | 5:28     |  |
| 11.      | «Aura»                       | Payne / Gold / Randall           | 4:14     |  |
| 12.      | «Under the Gun»              | Downes / Payne                   | 4:48     |  |
| 13.      | «Come Make My Day»           | Downes / Payne / Chrichton       | 5:01     |  |
| 14.      | «Hands of Time»              | Downes / Payne                   | 5:23     |  |

#### Disco dos
| Side one |                                                     |          |  |
| N.º      | Título                                              | Duración |  |
| 15.      | «Galiard / Mood for a Day / The Ancient / The Clap» | 14:00    |  |

## Formación

### Asia
- John Payne — voz principal, bajo y guitarra
- Geoff Downes — teclados

### Músicos invitados
- Steve Howe — guitarra (en las canciones 1, 4 y 15)
- Elliott Randall — guitarra (en las canciones 9 y 11)
- Guthrie Govan — guitarra (en las canciones 1, 3, 5, 6, 7, 9 y 11)
- Ian Chrichton — guitarra (en las canciones 4, 8, 12, 13 y 14)
- Pat Thrall — guitarra (en la canción 8)
- Tony Levin — bajo (en la canción 3)
- Simon Phillips — batería (en las canciones 6 y 8)
- Michael Sturgis — batería (en las canciones 1, 5, 7, y 11)
- Chris Slade — batería (en las canciones 2, 12, 13 y 14)
- Vinnie Colaiuta — batería (en las canciones 3, 4 y 10)